# Édouard de Lobkowicz
Le prince Édouard de Lobkowicz, né le 12 juin 1926 à New York et mort le 2 avril 2010 à Paris, était un membre de la maison de Lobkowicz, connu par ses activités dans le domaine de la philanthropie et des causes humanitaires. Il est également connu comme investisseur financier.

## Titres et distinctions
Prince de Lobkowicz (rameau Unter-Berkowicz de la branche aînée, 15e génération), duc de Raudnitz, comte princier de Sternstein, commandeur de l'ordre du Saint-Sépulcre, chevalier de justice de l'ordre constantinien de Saint-Georges, grand officier de l'ordre national de Côte-d'Ivoire.

## Biographie

### Enfance et famille
Le prince Édouard de Lobkowicz est le fils aîné des 3 enfants du prince Édouard de Lobkowicz (20 juin 1899, château de Hradiste – 1959, Fribourg-en-Brisgau) et sa femme américaine, Anita Lihme (1903, Peru, Illinois– 2 janvier 1976, New York). Le couple s'est marié le 29 août 1925 à Watch Hill, Rhode Island. Le prince Édouard bénéficie de la nationalité américaine. Il est baptisé sous les prénoms « Maria Eduard August Joseph Wilhelm Ignatius Patricius Hubertus Kaspar ».
Le prince et sa famille réside les premières années de sa vie sur Park Avenue, dans le quartier de Midtown, à Manhattan. Il fait ses études secondaires au lycée Saint-Louis-de-Gonzague à Paris. De 1944 à 1947, il sert dans l'armée américaine. Il fera ses études à l'université de Paris ainsi qu'à Harvard. 

### Ascendance
Le prince Édouard de Lobkowicz descend en ligne directe paternelle de :
- Prince Marie Édouard Joseph Auguste Sidonius Jean Népomucène Antoine Aloïs Gaspard de Lobkowicz (20 juin 1899, château de Hradiste-2 janvier 1959, Fribourg-en-Brisgau).
  - Prince Marie Auguste Georges Ferdinand de Lobkowicz (2 février 1862, Unter-Berkowicz-10 août 1921, Vienne).
    - Prince Joseph-François Charles de Lobkowicz (17 février 1803, Vienne-18 mars 1875, Prague). Rameau Unter-Berkowicz de la branche aînée.
      - Prince Joseph-François Maximilien de Lobkowicz (7 décembre 1772, Vienne-15 décembre 1816, Wittingau).
        - Prince Ferdinand-Philippe Apostel Joseph Jean Népomucène de Lobkowicz (27 avril 1724, Prague-11 janvier 1784, Vienne).
          - Prince Philippe Hyacinte de Lobkowicz (25 février 1680-21 décembre 1734, Vienne). Branche aînée des Princes de Lobkowicz.
            - Prince Ferdinand-Auguste Léopold de Lobkowicz (7 septembre 1655-3 octobre 1715, Raudnitz).
              - Prince Venceslas Eusebe de Lobkowicz (30 janvier 1609-22 avril 1677, Raudnitz).
                - Baron, puis prince Zdenko Adalbert de Lobkowicz (15 août 1558-16 juin 1628). Prince du Saint Empire à partir de 17 août 1624 et premier chef de la Maison princière de Lobkowicz.
                  - Baron Ladislas II Popel-Lobkowicz (1501-18 décembre 1584, Prague).
                    - Baron Ladislas Ier Popel-Lobkowicz (mort en 1505).
                      - Jean Popel-Lobkowicz, seigneur d'Huboka (Frauenberg), héritier du château de Lobkowicz, mort captif au château de Krumau en 1470. Baron du Saint Empire à partir de 1459.
                        - Nicolas Ier « Chudy » de Aujezd (Ujezd), seigneur de Milczowes en 1407, de Lobkowicz en 1410, de Hassenstein en 1418, d'Huboka, etc. Grand greffier du royaume de Bohême, mort en 1435 ou le 5 mars 1441.

### Carrière en tant que banquier
De 1951 à 1958, Lobkowicz travaille à New York à la Chase Manhattan Bank. En 1960, il devient assistant du directeur de la société d'investissement A. L. Stamm et, en 1963, directeur Europe et Moyen-Orient pour la même société. En 1969, il change d'entreprise et entre chez Coleman and Co. De 1972 à 1989, il travaille pour Stralem and Co.

### Mariage et descendance
Le mariage civil de Lobkowicz avec la princesse Françoise de Bourbon-Parme, fille la plus âgée du prince François-Xavier de Bourbon-Parme et de sa femme Madeleine de Bourbon Busset, a lieu le 11 décembre 1959, à Besson, dans l'Allier. Le mariage religieux se tiendra le 17 janvier 1960, à la cathédrale Notre-Dame de Paris. Ce fut le premier mariage de la maison de Bourbon à Notre-Dame depuis le mariage du prince Charles-Ferdinand d'Artois, duc de Berry, et de la princesse Marie-Caroline de Bourbon-Siciles en 1816.
Lobkowicz et sa femme ont eu quatre enfants :
- Marie Édouard-Xavier Ferdinand Auguste Gaspard (18 octobre 1960, Neuilly – 27 avril 1984, Ivry-sur-Seine) ; assassiné dans des circonstances jamais élucidées (son corps est retrouvé dans la Seine)[4]. « Le 4 avril 1984, vers 22 heures, le prince Édouard-Xavier de Lobkowicz, vingt-trois ans, fils du prince Édouard de Lobkowicz — financier internationalement connu et haut dignitaire de l'Ordre de Malte — et de la princesse Françoise de Bourbon-Parme, indique à celle-ci, avant de prendre le volant de sa voiture, qu'il se rend à un rendez-vous. On ne le reverra pas vivant : à la mi-avril, le véhicule est retrouvé à proximité de la gare de Paris-Lyon, mais c'est seulement le 27 avril 1984 que le corps du jeune homme, lesté d'un parpaing, sera repêché à Ivry-sur-Seine (Val-de-Marne), pour n'être formellement identifié que le 5 mai. L'autopsie établira que la victime a été tuée d'une décharge de fusil de chasse dans le cou et d'une balle dans le dos avant d'être jetée à l'eau »[5]
- Marie Robert Emanuel Joseph Michel Benoît Melchior (31 décembre 1961, Neuilly – 29 octobre 1988, Bhannes, Liban) ; mort d'une tumeur au cerveau[6].
- Marie Charles-Henri Hugues Xavier Benoît Michel Édouard Joseph Balthazar (né le 17 mai 1964 à Neuilly).
- Marie Gabrielle Anita Olga Thérèse de Lisieux Gaspara (née le 11 juin 1967 à Neuilly) ; membre des Petites Sœurs des pauvres.